# Хеш-таблица
Хеш-табли́ца — структура данных, реализующая интерфейс ассоциативного массива, а именно, она позволяет хранить пары (ключ, значение) и выполнять три операции: операцию добавления новой пары, операцию удаления и операцию поиска пары по ключу.

## Введение
Существуют два основных варианта хеш-таблиц: с открытой адресацией и списками. Хеш-таблица является массивом {\displaystyle H}, элементы которого есть пары (хеш-таблица с открытой адресацией) или списки пар (хеш-таблица со списками).
Выполнение операции в хеш-таблице начинается с вычисления хеш-функции от ключа. Получающееся хеш-значение {\displaystyle i={\mbox{hash}}(key)} играет роль индекса в массиве {\displaystyle H}. Затем выполняемая операция (добавление, удаление или поиск) перенаправляется объекту,
который хранится в соответствующей ячейке массива {\displaystyle H[i]}.
Ситуация, когда для различных ключей получается одно и то же хеш-значение, называется коллизией. Такие события не так уж и редки — например, при вставке в хеш-таблицу размером 365 ячеек всего лишь 23 элементов вероятность коллизии уже превысит 50% (если каждый элемент может равновероятно попасть в любую ячейку) — см. парадокс дней рождения. Поэтому механизм разрешения коллизий — важная составляющая любой хеш-таблицы.
В некоторых специальных случаях удаётся избежать коллизий вообще. Например, если все ключи элементов известны заранее (или очень редко меняются), то для них можно найти некоторую совершенную хеш-функцию, которая распределит их по ячейкам хеш-таблицы без коллизий. Хеш-таблицы, использующие подобные хеш-функции, не нуждаются в механизме разрешения коллизий, и называются хеш-таблицами с прямой адресацией.
Число хранимых элементов, делённое на размер массива {\displaystyle H} (число возможных значений хеш-функции), называется коэффициентом заполнения хеш-таблицы (load factor) и является важным параметром, от которого зависит среднее время выполнения операций.

## Свойства хеш-таблицы
Важное свойство хеш-таблиц состоит в том, что, при некоторых разумных допущениях, все три операции (добавление, удаление, поиск элемента) в среднем выполняются за время {\displaystyle O(1)}.
Но при этом не гарантируется, что время выполнения отдельной операции мало́.
Это связано с тем, что при достижении некоторого значения коэффициента заполнения
необходимо осуществлять перестройку индекса хеш-таблицы: создать новый массив {\displaystyle H'} увеличенного размера  и заново добавить в него все пары из старого массива пар (он же старая хеш-таблица).

## Разрешение коллизий
Существует несколько способов разрешения коллизий.

### Метод списков
Каждая ячейка массива H является указателем на связный список пар ключ-значение, соответствующих одному и тому же хеш-значению ключа. Коллизии просто приводят к тому, что появляются списки длиной более одного элемента.
Операции поиска или удаления элемента требуют просмотра всех элементов соответствующего ему списка, чтобы найти в нём элемент с заданным ключом. Для добавления элемента нужно добавить элемент в конец или начало соответствующего списка и в случае, если коэффициент заполнения станет слишком велик, увеличить размер массива H и перестроить таблицу.
При предположении, что каждый элемент может попасть в любую позицию таблицы H с равной вероятностью и независимо от того, куда попал любой другой элемент, среднее время работы операции поиска элемента составляет Θ(1 + α), где α — коэффициент заполнения таблицы.

### Открытая адресация
В массиве H хранятся сами пары ключ-значение. Алгоритм вставки элемента проверяет ячейки массива H в некотором порядке до тех пор, пока не будет найдена первая свободная ячейка, в которую и будет записан новый элемент. Этот порядок вычисляется на лету, что позволяет сэкономить на памяти для указателей, требующихся в хеш-таблицах с цепочками.
Последовательность, в которой просматриваются ячейки хеш-таблицы, называется последовательностью проб. В общем случае, она зависит только от ключа элемента, то есть это последовательность h0(x), h1(x), …, hn — 1(x), где x — ключ элемента, а hi(x) — произвольные функции, сопоставляющие каждому ключу ячейку в хеш-таблице. Первый элемент в последовательности, как правило, равен значению некоторой хеш-функции от ключа, а остальные считаются от него одним из приведённых ниже способов. Для успешной работы алгоритмов поиска последовательность проб должна быть такой, чтобы все ячейки хеш-таблицы оказались просмотренными ровно по одному разу.
Алгоритм поиска просматривает ячейки хеш-таблицы в том же самом порядке, что и при вставке, до тех пор, пока не найдется либо элемент с искомым ключом, либо свободная ячейка (что означает отсутствие элемента в хеш-таблице).
Удаление элементов в такой схеме несколько затруднено. Обычно поступают так: заводят булевый флаг для каждой ячейки, помечающий, удален элемент в ней или нет. Тогда удаление элемента состоит в установке этого флага для соответствующей ячейки хеш-таблицы, но при этом необходимо модифицировать процедуру поиска существующего элемента так, чтобы она считала удалённые ячейки занятыми, а процедуру добавления — чтобы она их считала свободными и сбрасывала значение флага при добавлении.
Последовательности проб
Ниже приведены некоторые распространенные типы последовательностей проб. Сразу оговорим, что нумерация элементов последовательности проб и ячеек хеш-таблицы ведётся от нуля, а N — размер хеш-таблицы (и, как замечено выше, также и длина последовательности проб).
- Линейное пробирование: ячейки хеш-таблицы последовательно просматриваются с некоторым фиксированным интервалом k между ячейками (обычно k = 1), то есть i-й элемент последовательности проб — это ячейка с номером (hash(x) + ik) mod N. Для того, чтобы все ячейки оказались просмотренными по одному разу, необходимо, чтобы k было взаимно-простым с размером хеш-таблицы.
- Квадратичное пробирование: интервал между ячейками с каждым шагом увеличивается на константу. Если размер хеш-таблицы равен степени двойки (N = 2p), то одним из примеров последовательности, при которой каждый элемент будет просмотрен по одному разу, является:
hash(x) mod N, (hash(x) + (1+1*1)/2) mod N, (hash(x) + (2+2*2)/2) mod N, (hash(x) + (3+3*3)/2) mod N, … - треугольные числа.
- Двойное хеширование: интервал между ячейками фиксирован, как при линейном пробировании, но, в отличие от него, размер интервала вычисляется второй, вспомогательной хеш-функцией, а значит, может быть различным для разных ключей. Значения этой хеш-функции должны быть ненулевыми и взаимно-простыми с размером хеш-таблицы, что проще всего достичь, взяв простое число в качестве размера, и потребовав, чтобы вспомогательная хеш-функция принимала значения от 1 до N — 1.

Ниже представлен код, демонстрирующий двойное хеширование:
```
// DICT_CELL_COUNT должно быть простым числом!

#define DICT_CELL_COUNT 30011

char
*
 
szWordAr
[
 
DICT_CELL_COUNT
 
];

unsigned
 
int
 
uWordArSize
 
=
 
0
;

#define WORD_IDX_BAD (( unsigned int )-1)

unsigned
 
int
 
uWordIdxByHashAr
[
 
DICT_CELL_COUNT
 
];
 
// необходимо инициализировать элементы значением WORD_IDX_BAD

#define STRIDE_1 17

#define STRIDE_2 13

// Функция GetOrAddWordIdx( .. ) возвращает индекс слова pcszWord в массиве szWordAr.

// При этом происходит добавление слова pcszWord в словарь szWordAr, если его там нет.

unsigned
 
int
 
GetOrAddWordIdx
(
 
const
 
char
*
 
const
 
pcszWord
 
)

  
{

    
unsigned
 
int
 
uHash1
 
=
 
0
,
 
uHash2
 
=
 
0
;

    
const
 
unsigned
 
char
*
 
cbtWordCharCur
 
=
 
(
 
const
 
unsigned
 
char
*
 
)
pcszWord
;

    
// Вычислим два хеша слова pcszWord:

    
// uHash1 лежит в диапазоне [ 0 .. DICT_CELL_COUNT - 1 ]

    
// uHash2 лежит в диапазоне [ 1 .. DICT_CELL_COUNT - 1 ]

    
do

      
{

        
uHash1
 
*=
 
STRIDE_1
;
 
uHash1
 
+=
 
(
 
STRIDE_2
 
*
 
*
cbtWordCharCur
 
);

        
uHash2
 
*=
 
STRIDE_2
;
 
uHash2
 
+=
 
(
 
STRIDE_1
 
*
 
*
cbtWordCharCur
 
);

      
}

    
while
(
 
*
(
 
cbtWordCharCur
++
 
)
 
);
 
// NB: инкремент!

    
// #1: cbtWordCharCur указывает на символ за посл. '\0' в pcszWord,

    
// будет использовано в #2

    
uHash1
 
%=
 
DICT_CELL_COUNT
;

    
uHash2
 
%=
 
(
 
DICT_CELL_COUNT
 
-
 
1
 
);
 
++
uHash2
;

    
while
(
 
uWordIdxByHashAr
[
 
uHash1
 
]
 
!=
 
WORD_IDX_BAD
  
)

      
{

        
if
 
(
 
!
strcmp
(
 
pcszWord
,
 
szWordAr
[
 
uWordIdxByHashAr
[
 
uHash1
 
]
 
]
 
)
 
)

          
return
 
uWordIdxByHashAr
[
 
uHash1
 
];

        
uHash1
 
+=
 
uHash2
;
 
uHash1
 
%=
 
DICT_CELL_COUNT
;

      
}

    
strcpy
(

      
szWordAr
[

        
uWordIdxByHashAr
[
 
uHash1
 
]
 
=
 
// NB: присвоение!

          
uWordArSize

      
]
 
=
 
// NB: присвоение!

        
(
 
char
*
 
)
malloc
(

          
// длина pcszWord плюс 1:

          
(
 
const
 
char
*
 
)
cbtWordCharCur
 
-
 
// #2: используем значение cbtWordCharCur из #1

            
pcszWord

        
),

      
pcszWord

    
);

    
return
 
uWordArSize
++
;
 
// NB: инкремент!

  
}
 
// unsigned int GetOrAddWordIdx( const char* const pcszWord )

```